# Vila do Maio
Vila do Maio är en kommunhuvudort i Kap Verde.   Den ligger i kommunen Maio, i den sydöstra delen av landet, 40 km nordost om huvudstaden Praia. Vila do Maio ligger 22 meter över havet och antalet invånare är 3 009. Den ligger på ön Maio.
Terrängen runt Vila do Maio är platt. Havet är nära Vila do Maio åt sydväst. Trakten är glest befolkad. Det finns inga andra samhällen i närheten. 
Ortens flygplats är Maio Airport.